# I'm Your Baby Tonight (chanson)
Pour l’article homonyme, voir I'm Your Baby Tonight.
Singles de Whitney Houston
It Isn't, It Wasn't, It Ain't Never Gonna Be (en)
(1989) All the Man That I Need
(1990)
I'm Your Baby Tonight est une chanson de Whitney Houston écrite par L.A. Reid et Babyface.
Elle est issue de l'album I'm Your Baby Tonight (1990) dont elle est le principal single.
Whitney Houston est nommée pour le Grammy Award de la meilleure chanteuse pop à la 33e cérémonie des Grammy Awards pour cette chanson.
Une version live de la chanson est présente sur l'album Live: Her Greatest Performances (2014).